# سفرهای عبدالبهاء به غرب

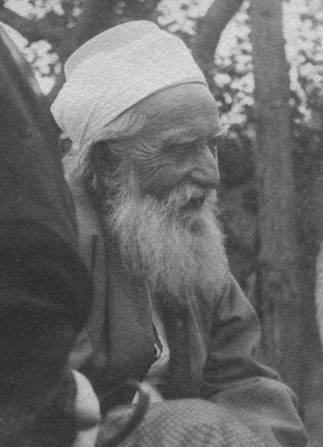
عبدالبهاء در حین سفرش به ایالات متحده

سفرهای عبدالبهاء به غرب مجموعه‌ای از سفرها بود که عبدالبهاء در سن ۶۷ سالگی از فلسطین به غرب پیش گرفت. این سفرها مدّت سه سال از ۱۹۱۰ تا ۱۹۱۳ به طول انجامید. عبدالبهاء، پسر بهاءالله بنیانگذار آئین بهائی، از ۸ سالگی به همراه او در زندان و تبعید به سر می‌برد. او از طرف بهاءالله به عنوان جانشین و مرکز آئین بهائی تعیین شده بود و پس از درگذشت بهاءالله در ۲۹ می ۱۸۹۲ مسئولیت جامعه به عهده او قرار گرفت. شانزده سال بعد، در نتیجهٔ انقلاب ترکان جوان در سال ۱۹۰۸، وی به‌طور ناگهانی در سن ۶۴ سالگی از زندان آزاد شد. در زمان آزادی وی، عمده جوامع بهایی در ایران قرار داشت همچنین جوامع بهائی بزرگ دیگری نیز در باکو در آذربایجان عشق آباد در ترکمنستان و تاشکند در ازبکستان وجود داشت.
آئین بهائی در دههٔ ۱۸۹۰ به غرب راه یافت ولی در ابتدا عدهٔ بهائیان در غرب فقط محدود به چندین هزار نفر بود. عبدالبهاء برای انتشار تعالیم بهائی در غرب راهی سفرهایی به اروپا و آمریکای شمالی شد. اولین سفر وی خارج از فلسطین و ایران، در سال ۱۹۱۰ به مصر بود. او حدود یک سال در مصر اقامت کرد و بعد از آن در ۱۹۱۱ سفری پنج‌ماهه به فرانسه و انگلیس داشت. عبدالبهاء پس از بازگشت به مصر، راهی سفری به آمریکای شمالی شد که نزدیک به ۸ ماه به طول انجامید. در طول این سفر از شهرهای بسیاری در سراسر ایالات متحده، از مناطق عمده شهری در ساحل شرقی این کشور، تا شهرهای ایالت‌های غرب میانه و کالیفرنیا در سواحل غرب آمریکا بازدید به عمل آورد. وی همچنین به مونترال در کانادا سفر نمود. بعد از سفر به آمریکای شمالی، برای شش ماه عازم چندین کشور اروپایی از جمله فرانسه، انگلیس و آلمان شد و سپس شش ماه در مصر اقامت داشت و در نهایت به حیفا بازگشت.
بر اثر سفرهای عبدالبهاء به غرب، جامعهٔ کوچک بهائیان غربی فرصت تقویت و تحکیم یافت و چشم‌انداز وسیع تری از این آئین به دست‌آورد. آئین بهائی همچنان توجه رهبران دینی، اجتماعی و آکادمیک و همچنین مطبوعات را به خود جلب کرد. روزنامه‌های آن زمان سفرهای عبدالبهاء را به نحو چشمگیری گزارش دادند. عبدالبهاء در طول سفرش، سخنرانی‌های بسیاری در خانه‌های بهائیان، هتل‌ها، مکان‌های مذهبی و سایر اماکن عمومی از جمله کنفرانس بین‌المللی حکمیت در دریاچهٔ موهانک، انجمن ادبی و تاریخی بتل، انجمن ملی پیشرفت رنگین پوستان، در دانشگاه‌های هوارد و استنفورد و در انجمنهای تئوسوفی انجام داد. سخنرانی‌های عبدالبهاء در غرب بخش مهمی از آثار بهائی را تشکیل می‌دهد. در دهه‌های پس از سفرهای عبدالبهاء، جامعهٔ بهائی آمریکا رشد قابل ملاحظه‌ای کرد و سپس در سراسر آمریکای جنوبی و استرالیا و اقیانوسیه و خاور دور منتشر شد.

## سفر به مصر
عبدالبهاء در ۲۹ اوت ۱۹۱۰ حیفا را به مقصد پورت سعید ترک کرد. وی حدود یک ماه در پورت سعید ماند و بهائیان از قاهره برای دیدار او می‌آمدند.
در اول اکتبر، عبدالبهاء عازم سفری دریایی به مقصد اروپا شد ولی به دلیل ضعف جسمانی، برای ۸ ماه در اسکندریه مجبور به توقف گردید. در مدت توقف در مصر، مطبوعات مصری پوشش مثبتی از شخصیت عبدالبهاء و بهائیان ارائه دادند. عبدالبهاء در اسکندریه با گروه بزرگ‌تری از افراد ملاقات کرد. در ماه مه، به قاهره نقل مکان کرد و در آنجا بار دیگر توجه مثبت مطبوعات از جمله- الاهرام- را به خود جلب کرد. همچنین در این زمان با مفتی مصر، عباس حلمی پاشا، و خدیو مصر دیدار کرد.
عبدالبهاء در نهایت در ۱۱ اوت ۱۹۱۱، مصر را به مقصد اروپا ترک کرد.

## اولین سفر به اروپا
اولین سفر عبدالبهاء به اروپا در فاصلهٔ اوت تا دسامبر سال ۱۹۱۱ صورت گرفت. بعد از این سفر وی به مصر بازگشت. او در طول سفر از دریاچه ژنو در مرز فرانسه و سوئیس و همچنین از بریتانیا و فرانسه بازدید به عمل آورد. هدف از این سفر حمایت از جوامع بهائی غرب و گسترش بیشتر تعالیم بهاءالله بود. پیش از این سفر، عبدالبهاء نمایندگانی را به اروپا اعزام کرده بود همچنین در ماه ژوئیه ۱۹۱۱ نامه‌ای به اولین کنگرۀ جهانی نژادها ارسال کرده بود.

### بریتانیا
عبدالبهاء در ۴ سپتامبر وارد لندن شد و تا ۲۳ سپتامبر در این شهر ماند. او در شامگاه ۱۰ سپتامبر اولین سخنرانی عمومی خود در غرب را از تریبون کلیسای سیتی تمپل ایراد نمود.
در ۳ اکتبر عبدالبهاء لندن را به مقصد پاریس، فرانسه ترک کرد.

### فرانسه
عبدالبهاء ۹ هفته را در پاریس گذراند. اولین سخنرانی وی در پاریس در تاریخ ۱۶ اکتبر ۱۹۱۱ انجام شد. او در فاصلهٔ ۱۶ اکتبر تا ۲۶ نوامبر تقریباً هر روز یک سخنرانی داشت. در برخی روزها بیش از یک سخنرانی می‌نمود. اگرچه اکثر سخنرانی‌های او در محل اقامتش در پاریس واقع در شمارهٔ ۴ در بلوار Cameons برگزار می‌شد، اما در مقر اصلی انجمن تئوسوفی و کلیسای چارلز واگنر نیز سخنرانی‌های ایراد نمود. او همچنین با افراد مختلفی از جمله محمد عبدالوحید قزوینی و سید حسن تقی‌زاده دیدار داشت.
در ۲ دسامبر ۱۹۱۱ عبدالبهاء فرانسه را ترک کرد و به مصر بازگشت.

## سفر به آمریکای شمالی
سال بعد عبدالبهاء سفر بسیار مفصل‌تری به ایالات متحده و کانادا درپیش گرفت که در طی آن از حدود ۴۰ شهر بازدید به عمل آورد. در این سفر حدود ۳۷۳ سخنرانی داشت و جمعاً حدود ۹۳ هزار نفر مخاطب او قرار گرفتند. و در ۱۱ آوریل سال ۱۹۱۲ وارد نیویورک شد. در طول دوران اقامتش در نیویورک، به شهرهای بسیاری در سواحل شرق آمریکا سفر کرد. سپس در ماه اوت سفر گسترده‌ای را در سواحل غرب ایالات متحده آغاز نمود و در اواخر ماه اکتبر به شرق این قاره بازگشت. در ۵ دسامبر سال ۱۹۱۲ از طریق دریا به اروپا بازگشت.
در طول نه ماه سفر در قارهٔ آمریکا، عبدالبهاء با افرادی همچون دیوید استار اردن رئیس دانشگاه استنفورد، خاخام استفن ساموئل وایز از شهر نیویورک، الکساندر گراهام بل مخترع، جین آدامز مددکار اجتماعی سرشناس، شاعر هندی رابیندرانات تاگور که در آن زمان در آمریکا در حال سفر بود، هربرت پوتنام کتابدار کتابخانه کنگره، اندرو کارنگی سرمایه‌دار و نیکوکار، ساموئل گامپر رئیس فدراسیون کار، رابرت پری دریاسالار و اکتشاف گر در قطب شمال و همچنین صدها نفر از بهائیان آمریکا و کانادا و تازه مؤمنان به آئین بهائی دیدار داشت.
تعداد زیادی مجموعه خاطرات از این دوره به همراه مقالات بسیاری از روزنامه‌ها در وصف این دوران به جا مانده است.

### سفر به آمریکا
عبدالبهاء در ۲۵ مارس ۱۹۱۲ سوار بر آرام اس سدریک از اسکندریه مصر عازم ناپل در ایتالیا شد. جامعهٔ بهائیان آمریکا چندین هزار دلار برای عبدالبهاء فرستاده بودند و از خواهش کرده بودند تا در ایتالیا کشتی سدریک را عوض کند و با آرام اس تایتانیک از انگلستان راهی آمریکا شود. اما عبدالبهاء پول‌ها را برای امور خیریه باز فرستاد و سفر خود را با کشتی سدریک ادامه داد.

### ورود به آمریکا و سفرها در نیوانگلند
کشتی اس اس سدریک صبح روز ۱۱ آوریل وارد نیویورک شد. خبر ورود عبدالبهاء به نیویورک توسط روزنامه‌های مختلف از جمله نیویورک تریبیون و واشینگتن پست پوشش داده شد. خبرنگاران و گزارشگران با عبدالبهاء در کشتی مصاحبه نمودند و او توضیحاتی در ارتباط با سفر خود و اهدافش ارائه نمود.
در فاصلهٔ ۱۱ مارس تا ۲۵ آوریل، عبدالبهاء هر روز حداقل یک سخنرانی در نیویورک داشت و اغلب صبح‌ها و بعد از ظهرها به دیدار تک به تک با ملاقات کنندگانی که به دیدنش می‌آمدند سپری می‌شد. در ۱۴ آوریل عبدالبهاء برای سخنرانی به کلیسای عروج دعوت شد. این رویداد توسظ نیویورک تایمز نیویورک تریبون و واشینگتن پست مورد پوشش قرار گرفت. این رویداد از این جهت حائز اهمیت بود که بر اساس قوانین کلیسا، حتی فردی از یک شاخهٔ دیگر مسیحیت بدون اجازهٔ اسقف، حق موعظه کردن در این کلیسا را نداشت.
در ۲۰ مارس عبدالبهاء نیویورک را ترک کرد و راهی واشینگتن دی سی شد، محلی که تا ۲۸ آوریل در آنجا ماند. در واشینگتن دی سی جلسات و رویدادهای قابل توجه‌ای برگزار شد. برای مثال در ۲۳ آوریل ابتدا در دانشگاه هاوارد در مقابل بیش از ۱۰۰۰ دانشجو، استاد دانشگاه، مدیران علمی و دیگر بازدید کنندگان سخنرانی کرد. وی همچنین در طول اقامت خود در واشینگتن در مجمع ادبی و تاریخی بتل، که یکی از موسسات سرشناس سیاه پوستان در واشینگتن دی سی بود به سخنران پرداخت.

### غرب میانه

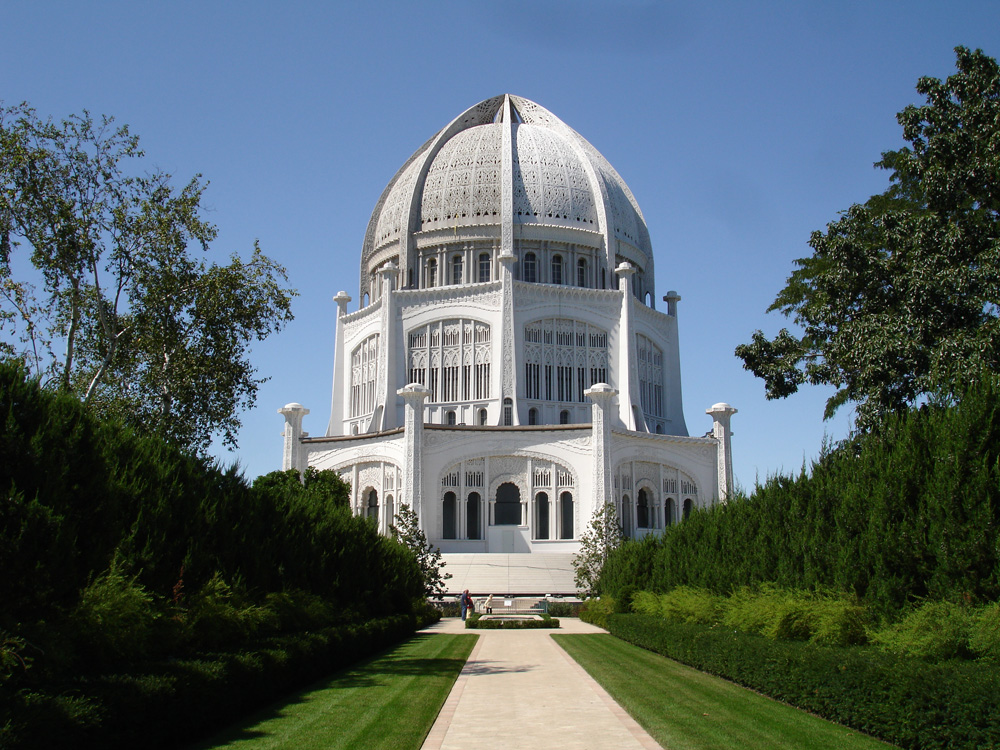
عبادتگاه بهائی در ویلمت، ایلینوی

عبدالبهاء در ۲۹ آوریل وارد شیکاگو شد. در زمان حضورش در شیکاگو، سنگ بنای مشرق الاذکار ویلمت در نزدیکی این شهر را بنا نهاد. عبدالبهاء همچنین از کلیولند و پیتزبورگ بازدید به عمل آورد و در این شهرها نیز افراد برجسته‌ای را ملاقات کرد و سخنرانی‌هایی ایراد نمود.

### بازگشت به شمال شرق
عبدالبهاء در ۱۴ مه به دریاچهٔ موهانک در شمال ایالت نیویورک سفر کرد تا در کنفرانس بین‌المللی حکمیت سخنرانی کند. بسیاری از نشریات سخنرانی او را انتشار دادند.
در فاصلهٔ ماه‌های مه تا اوت عبدالبهاء به شهرهای مختلفی در ایالات نیویورک، ماساچوست، نیوجرسی و پنسیلوانیا و مین سفر نمود.

### سفر به کانادا
، عبدالبهاء در نیمه شب ۳۰ اوت ۱۹۱۲ به مونترال وارد شد و تا ۹ سپتامبر در آنجا بود. از فعالیت‌های او در مونترال می‌توان به سخنرانی در کلیسای موحدین و کلیسای سنت جیمز اشاره کرد. ویلیام پیترسون- رئیس دانشگاه مک‌گیل در آن زمان، و پل بروکزی، اسقف کلیسای کاتولیک مونترال به دیدار او رفتند.
سفر عبدالبهاء به مونترال توسط مطبوعات توجه‌ای قابل ملاحظه یافت. در شب ورود او سردبیر مونترال دیلی استار با او ملاقات کرد و این روزنامه همراه با مونترال گزت، مونترال استاندارد، Le Devoir و La Presse گزارش فعالیت‌های عبدالبهاء در حین این سفر را در روزنامه‌های خود انتشار دادند.

### سفر به سواحل غرب آمریکا
عبدالبهاء کانادا را به مقصد سواحل غربی آمریکا ترک کرد و در مسیر در شهرهای مختلفی توقف کرد. از ۹ نا ۱۲ سپتامبر در بوفالو، نیویورک به سر برد. از ۱۲–۱۵ سپتامبر را در شیکاگو و ۱۵ و ۱۶ سپتامبر را در کنشا ویسکانسین (۱۵–۱۶ سپتامبر) و ۱۶–۲۱ سپتامبر را مینیاپولیس گذراند. ادامهٔ سفرهایش وی را راهی نبراسکا، کلرادو و یوتا نمود.

### کالیفرنیا
عبدالبهاء در ۴ اکتبر به سان فرانسیسکو وارد شد. اقامت او در کالیفرنیا بیشتر در منطقه خلیج بود و به لس آنجلس و ساکرامنتو نیز سفر کرد. در ۸ اکتبر در دانشگاه استنفورد سخنرانی نمود.

### بازگشت به شرق آمریکا
پس از سفر کالیفرنیا، عبدالبهاء به سمت سواحل شرق آمریکا بازگشت. در مسیر بازگشت در دنور (۲۸ و ۲۹ اکتبر) شیکاگو (۳۱ اکتبر – نوامبر ۳)، سینسیناتی (۵–۶ نوامبر) و واشینگتن، دی.سی. توقف داشت. در ۶ نوامبر برای سخنرانی خطاب به فدراسیون یهودیان واشینگتن به معبد آنان دعوت شد.
بعد از آن در مسیر بازگشت در ۱۱ نوامبر در بالتیمور در کلیسای موحدین سخنرانی کرد و سپس به نیویورک بازگشت و تا ۵ دسامبر که آمریکا را به مقصد اروپا ترک کرد در این شهر بود. در نیویورک برای گروهی که برای دستیابی به حق رأی برای زنان فعالیت می‌کردند در مورد برابری زنان و مردان سخنرانی نمود.
در ۵ دسامبر عبدالبهاء سوار بر کشتی آراماس سلتیک از نیویورک عازم لیورپول شد.

## دومین سفر به اروپا
عبدالبهاء در ۱۳ دسامبر ۱۹۱۲ وارد لیورپول شد. در طول شش ماه او از انگلیس، فرانسه، اتریش-مجارستان و آلمان بازدید کرد و در نهایت در روز ۱۲ ژوئن سال ۱۹۱۳ به مصر بازگشت.

### بریتانیا
عبدالبهاء از ۱۶ دسامبر تا ۶ ژانویه ۱۹۱۳ در لندن به سر برد و سخنرانی‌های متعددی داشت از جمله در مورد حق رأی زنان برای لیگ آزادی زنان صحبت کرد.
در ادینبورگ، اسکاتلند با دانشجویان دانشگاه ادینبورگ ملاقات کرد و در مجمع اسپرانتو این شهر، کالج هنر ادینبورگ، نیو کالج و انجمن تئوسوفی‌ها سخنرانی کرد.

### سایر کشورهای اروپا

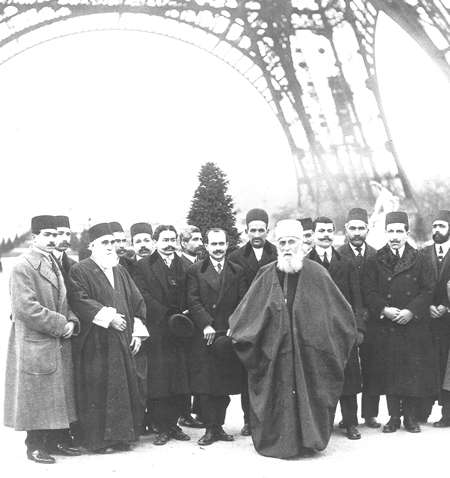
عبدالبهاء در نزدیکی برج ایفل در پاریس، سال ۱۹۱۳.

عبدالبهاء در ۲۲ ژانویه به پاریس وارد شد و این سفر که دومین دیدار او از این شهر بود چند ماه به طول انجامید. در دوران اقامت خود به سخنرانی‌های عمومی خود و ملاقات با بهائیان ادامه داد. برخی از افراد برجسته‌ای که در پاریس ملاقات کرد، شامل سفیر ایران، چند تن از مقامات سرشناس دولت سابق عثمانی، پروفسور عنایت‌الله خان و ادوارد براون بودند.
در ۱۹۱۳ به مدت ۸ روز در آلمان بود و از اشتوتگارت، اسلینگن آم نکا و باد مرگنت‌هایم بازدید کرد. در طول این سفر او برای یک گروه جوانان و همچنین یک مجمع اسپرانتیست‌ها سخنرانی کرد. عبدالبهاء از اشتوتگارت با قطار راهی بوداپست شد. در بوداپست با تعدادی از رهبران اجتماعی شناخته شده از جمله دانشگاهیان و رهبران جنبش صلح از ترک و عرب و یهودی و کاتولیک ملاقات کرد. او همچنین با انجمن تئوسوفی و انجمن ترکیه دیدار کرد. وی در ۱۱ مارس در سالن ساختمان قدیمی مجلس بوداپست سخنرانی نمود. در ۱۸ آوریل راهی وین شد. در آن‌جا با برتا سوتنر اولین زن برندهٔ جایزه صلح نوبل ملاقات کرد.
عبدالبهاء از وین راهی اشتوتگارت و پس از آن برای بار سوم عازم پاریس شد و از ۲ مه تا ۱۲ ژوئن را در این شهر گذراند. از آن‌جا که سفرها وی را ضعیف و خسته ساخته بود، نتوانست در بعضی جلساتی که در منازل بهائیان تشکیل می‌شد شرکت کند ولی در هتل خود جلساتی برگزار می‌کرد و سخنرانی می‌نمود. بار دیگر با سفیران ایران و ترکیه دیدار داشت. احمد عزت پاشا صدراعظم سابق عثمانی به افتخار عبدالبهاء ضیافت شامی در ۶ ژوئن برگزار نمود. عبدالبهاء در ۱۲ ژوئن وداع نهایی خود را در ایستگاه قطار پاریس انجام داد و با قطار راهی مارسی شد و صبح روز بعد سوار کشتی بخار شد و در ۱۷ ژوئن به پورت‌سعید در مصر رسید.

### بازگشت به مصر
عبدالبهاء قبل از بازگشت به حیفا، برای مدتی در پورت‌سعید توقف کرد و در آن‌جا با بهائیانی که از حیفا به دیدار او آمده بودند و مسلمانان و مسیحیان بومی ملاقات کرد. در ۱ اوت نوهٔ وی شوقی افندی، خواهرش بهیّه‌خانم و دختر ارشد او برای ملاقات وی از حیفا به مصر آمدند. در اواخر دوران اقامتش بار دیگر با عباس دوم مصر و خدیو مصر ملاقات داشت. در نهایت در ۲ دسامبر سوار بر کشتی مصر را ترک کرد و در بعدازظهر ۵ دسامبر ۱۹۱۳ وارد حیفا شد.

## تأثیر بر اندیشمندان
در مسیر سفرهایش به لبنان، مصر، اروپا و آمریکا، عبدالبهاء فرصت‌هایی برای ملاقات با بزرگان و شخصیت‌های معروف زمان خود یافت. در این سفرها، او با اهل ادیان، صاحبان دانش و اندیشه، هنرمندان و فیلسوفان شرقی و غربی ملاقات کرد و تأثیرات گسترده‌ای بر آن‌ها گذاشت. برخی از این شخصیت‌ها مانند شیخ محمد عبده، ارمینیوس وامبری، شکیب ارسلان، جبران خلیل جبران، امیر محمد علی توفیق، امیر جورج بیک لطف‌الله، ادوارد گرانویل براون، امین الریحانی و توماس کلی تشین پس از ملاقات با عبدالبهاء، تأثیرات وی را بر زندگی و آراء خود احساس کرده و دربارهٔ او نظرهای مثبت ارائه داده اند. در نظر این اندیشمندان معروف، عبدالبهاء به عنوان یک شخصیت بزرگ، با ذکاء، دانش، و اخلاق برجسته توصیف شده است. همچنین، گواهی‌ها و توصیف‌هایی از آشنایی با عبدالبهاء در مجامع دانشمندان و فیلسوفان نیز موجب شگفتی و تعجب مشاهده‌کنندگان بوده است. آوگست هنری فورِل، و لئو تولستوی نیز به طور غیر مستقیم تحت تأثیر علم و دانش عبدالبهاء قرار گرفتند.